# Castello di Casanova
Das Castello di Casanova oder Cà Nova ist eine mittelalterliche Niederungsburg in Piozzano in der italienischen Region Emilia-Romagna. Das Gebäude steht vor dem Hauptort der Gemeinde auf dem orographisch rechten Ufer des Lurettabachs.

## Geschichte
Die Burg wurde 1646 auf Geheiß des Grafen Ferrante Peveri Fontana erbaut. Für ihren Bau wurden die Bausteine des abgerissenen Castelvecchio genutzt, das einst auf einem Sporn auf dem anderen Ufer des Lurettabaches stand. Später gelangte die Burg in das Eigentum der herzoglichen Liegenschaftsverwaltung der Farneses.
1702 erklärte die herzogliche Liegenschaftsverwaltung „den umstrittenen Palast von Piozzano, der „Casa Nova“ genannt wird, frei und allodial und nicht Teil irgendeines Lehens, mit Ausnahme des alten Teils des besagten Palastes, also der Burg.“ Am 10. Oktober desselben Jahres verlehnte der Herzog von Parma und Piacenza, Francesco I. Farnese, dem Markgrafen Gaetano Peveri Fontana den alten Teil des Palastes, der der herzoglichen Liegenschaftsverwaltung untertan erklärt worden war. Später fiel die Burg von der Familie Peveri Fontana an die Familie Chitti.

## Beschreibung
Das Gebäude ist im Laufe der Jahrhunderte so umgebaut worden, dass es zur Adelsresidenz wurde. Dennoch ist einiges vom ursprünglichen, militärischen Charakter erhalten geblieben. Die bedeutendsten Umbauten an dem Komplex betrafen die oberen Teile des Gebäudes, die abgerissen wurden, da sie unsicher waren. Dennoch hat die Burg auch noch eine gewisse Imposanz bewahrt. Ihr rechteckiger Grundriss mit Ecktürmen kennzeichnet sie; drei dieser Türme gibt es noch, während der vierte im 20. Jahrhundert abgerissen wurde. Ursprünglich war das Gebäude mit einer Schlupftür mit Zugbrücke ausgerüstet, von der nur noch einige Spuren erhalten sind.
Der Innenhof zeigt zwei Loggien, eine mit Spitzbögen, die andere mit Rundbögen. Über dem Bogen des Eingangstores ist ein Wappenschild in Kartusche angebracht, das aus Stein gefertigt wurde und kein Wappen zeigt. Eine Sage berichtet, dass die Burg mit dem älteren Castelvecchio durch einen unterirdischen Gang verbunden sei.